# Henry Fontanier
Pour les articles homonymes, voir Fontanier.
Henry Fontanier, né le 15 février 1880 à Ferrières-Saint-Mary (Cantal) et mort le 6 août 1938 à Vicq-sur-Breuilh (Haute-Vienne), est un homme politique français.

## Biographie
Professeur agrégé d'histoire, il est en poste à La Réunion, Bastia, Tulle et Rodez. Après la guerre, il est en poste à Marseille puis au lycée Montaigne à Paris.
Il est député du Cantal de 1924 à 1928 et de 1932 à 1936, inscrit au groupe SFIO et se spécialise sur les questions coloniales et les affaires étrangères.  
C'est ainsi que, le 23 novembre 1927 à la Chambre des députés, il invoque le témoignage d'André Gide, dans son Voyage au Congo, à l'appui de son réquisitoire contre le système des sociétés concessionnaires « qui réduit tous les indigènes à un dur esclavage ».

## Sources
- « Henry Fontanier », dans le Dictionnaire des parlementaires français (1889-1940), sous la direction de Jean Jolly, PUF, 1960 [détail de l’édition]